# Spinozalens
De Spinozalens is een internationale onderscheiding die sinds 1999 in Nederland uitgereikt wordt.
De prijs wordt steeds toegekend aan een persoon die zich verdienstelijk heeft gemaakt op het vlak van het denken over de grondslagen van de ethiek. Voor de prijs komen zowel filosofen, schrijvers als wetenschappers in aanmerking.
De prijs dankt haar naam aan de bekende 17e-eeuwse Nederlandse filosoof Baruch Spinoza, wiens boek getiteld "Ethica", een blijvende bijdrage geleverd heeft aan het westerse denken over ethiek. De naam van de prijs zelf is tweeledig: een lens scherpt het beeld, de naam 'Spinozalens' verwijst naar Spinoza's werk als lenzenslijper. De prijs omvat een sculptuur, een geldprijs en een boekuitgave over het werk van de winnaar.

## Lijst van winnaars
- 1999: Edward Said, Palestijns wetenschapper, politicus en adviseur.
- 2002: Avishai Margalit, Israëlisch filosoof.
- 2004: Tzvetan Todorov, Bulgaars humanist.
- 2006:  Donna Dickenson, Amerikaans rechtsgeleerde en politieke wetenschapper.
- 2008: Michael Walzer, Amerikaans politiek filosoof.
- 2010:  Richard Sennett, Amerikaans arbeidssocioloog
- 2011: Jean-Jacques Rousseau
- 2012:  Pierre Rosanvallon, Frans politiek denker
- 2013: Immanuel Kant
- 2014: Susan Neiman
- 2015:  Hannah Arendt
- 2016: Kwame Anthony Appiah
- 2017: Jan Patočka
- 2018: Dominique Moïsi
- 2019: Alan Turing
- 2020: Bruno Latour, Frans filosoof en wetenschapssocioloog
- 2021: Michel Foucault
- 2022: Martha Nussbaum